# Vænget
Vænget er en bygning fra 1902 i Sorø. Den blev bygget af amtmand Anton Groothoff (1847-1923) som amtmandsbolig, hvilket den fungerede som til 1925 hvor den blev købt af Sorø Akademi som bolig for alumner fra mellemskolen. Efter nedlæggelen af alumnatet i 1973 blev bygningen brugt til administration for Stiftelsen Sorø Akademi. Fra 2005 er der i stueetagen opstillet en udstilling af Hauchs Physiske Cabinet som er en samling af fysiske og kemiske apparater samlet omkring 1800 af Adam Wilhelm Hauch.,
Bygningen blev brugt ved filmatiseringen i 1995 af Kun en pige efter Lise Nørgaards erindringsbog af samme navn.
| - Bygningen fra andre vinkler |